# Full Blooded Italians
Full Blooded Italians (F.B.I.) es un stable de lucha libre profesional famoso por sus apariciones en Extreme Championship Wrestling y World Wrestling Entertainment.

## Historia

### Circuito Independiente (2009-presente)
En MLW Fightland, Guido & Jaz fueron derrotados por Samoan Swat Team (Juicy Finau & Lance Anoa'i).
Empezando el 2023, en MLW Blood & Thunder, Guido & Jaz fueron derrotados por The Billington Bulldogs (Mark & Thomas).

## En lucha
- Movimientos finales
  - Kiss of Death[6] (Combinación de double hip toss de dos miembros y diving double foot stomp de Guido)
  - Sicilian Slice[7] (Combinación de Argentine backbreaker rack de Palumbo y diving leg drop de Stamboli)[8]
  - Combinación de standing powerbomb de Nunzio y Big Wack (Superkick) de Palumbo[9]

- Movimientos de firma
  - Paisan Elbow[10] (Double elbow drop)
  - Double Russian legsweep
  - Double short-arm clothesline
  - Double dropkick

## Campeonatos y logros
- Extreme Championship Wrestling
  - ECW World Tag Team Championship (2 veces) - Guido & Smothers (1) y Guido & Mamaluke (1)

- Jersey All Pro Wrestling
  - JAPW Tag Team Championship (1 vez) – Guido & Smothers

- Toryumon
  - Yamaha Cup Tag Tournament (2006) - Stamboli & Palumbo

- World Wrestling Entertainment
  - WWE Cruiserweight Championship (2 veces) – Nunzio